# Aymen Gharbi
Œuvres principales
- Magma Tunis
- La Ville des impasses

Aymen Gharbi, né en 1981, est un romancier tunisien écrivant en langue française.

## Biographie
Après des études de lettres à l'université de La Manouba près de Tunis, et parallèlement à l'obtention d'un doctorat à l'université Paris Nanterre, Aymen Gharbi publie aux éditions Asphalte son premier roman, Magma Tunis, coup de cœur du Monde Afrique de la rentrée littéraire 2018, et qualifié de « merveilleux bordel, à la fois explosif, jouissif et profondément philosophique » par Le Matricule des anges.
Revendiquant l'influence d'Albert Cossery et de la littérature baroque hispanique, il bénéficie en 2019 de la résidence d'écriture Lattara de la ville de Montpellier pour écrire son deuxième roman.
En octobre 2019, il est membre du jury documentaire du Festival du cinéma méditerranéen de Montpellier. Depuis 2018, il effectue régulièrement des rencontres et des ateliers d'écriture, notamment à la Comédie du livre et aux Cafés littéraires de Montélimar.
Magma Tunis obtient en 2019 le prix littéraire des grandes écoles décerné à la Maison de Balzac à Paris ; il est sélectionné pour le prix Écrire la ville de l'université Toulouse-Jean-Jaurès,.
En 2021, il sort son deuxième roman, La Ville des impasses.

### Romans
- Magma Tunis, Asphalte, 2018, 179 p.  (ISBN 978-2-918767-80-0).
- La Ville des impasses, Asphalte, 2021, 128 p.  (ISBN 978-2-36533-103-6).
- Le Centre d'appel des écrivains disparus, Asphalte, 2023, 160 p.  (ISBN 978-2-36533-120-3).